# Белла-Віста (Каліфорнія)
Белла-Віста (англ. Bella Vista) — переписна місцевість (CDP) в США, в окрузі Шаста штату Каліфорнія. Населення — 3641 особа (2020).

## Географія
Белла-Віста розташована за координатами 40°39′6″ пн. ш. 122°15′23″ зх. д. / 40.65167° пн. ш. 122.25639° зх. д. (40.651677, -122.256495).  За даними Бюро перепису населення США в 2010 році переписна місцевість мала площу 57,86 км², з яких 57,50 км² — суходіл та 0,37 км² — водойми.

## Демографія
Згідно з переписом 2010 року, у переписній місцевості мешкала 2781 особа в 1037 домогосподарствах у складі 804 родин. Густота населення становила 48 осіб/км².  Було 1100 помешкань (19/км²).
Расовий склад населення:
| - 92,0 % — білих - 1,5 % — корінних американців - 1,1 % — азіатів - 0,6 % — чорних або афроамериканців - 0,2 % — вихідців з тихоокеанських островів - 1,5 % — осіб інших рас |

До двох чи більше рас належало 3,1 %. Частка іспаномовних становила 6,4 % від усіх жителів.
За віковим діапазоном населення розподілялося таким чином: 21,4 % — особи молодші 18 років, 60,7 % — особи у віці 18—64 років, 17,9 % — особи у віці 65 років та старші. Медіана віку мешканця становила 46,2 року. На 100 осіб жіночої статі у переписній місцевості припадало 97,4 чоловіків;  на 100 жінок у віці від 18 років та старших — 98,8 чоловіків також старших 18 років.
Середній дохід на одне домашнє господарство  становив 60 081 долар США (медіана — 51 690), а середній дохід на одну сім'ю — 64 005 доларів (медіана — 55 927). За межею бідності перебувало 14,2 % осіб, у тому числі 27,6 % дітей у віці до 18 років та 13,3 % осіб у віці 65 років та старших.
Цивільне працевлаштоване населення становило 1035 осіб. Основні галузі зайнятості: освіта, охорона здоров'я та соціальна допомога — 29,1 %, будівництво — 16,1 %, роздрібна торгівля — 15,7 %.